# Conus encaustus
Conus encaustus é uma espécie de gastrópode do gênero Conus, pertencente à família Conidae.